# Orísoain
Orísoain è un comune spagnolo di 89 abitanti situato nella comunità autonoma della Navarra.